# 科林斯 (北卡羅萊納州查塔姆縣)
科林斯（英語：Corinth）是位於美國北卡羅萊納州查塔姆縣的非建制地區。

## 歷史
科林斯的郵局於1891年設立，其後於1965年停運。

## 地理
科林斯所處的海拔為高於海平面90米（即295英呎），而該地所採用的時區為UTC-5，即北美东部时区（EST）。同時該地設有夏令時間，為UTC-5調快一小時，即UTC-4（EDT）。